# Phân cấp hành chính Panama

Bản đồ Panama với 9 tỉnh và 3 vùng thổ dân (comarcas indígenas) cấp tỉnh.

Panama có hai cấp hành chính địa phương. Cấp thứ nhất là tỉnh (tiếng Tây Ban Nha: provincia) và vùng thổ dân ngang cấp tỉnh (tiếng Tây Ban Nha: comarcas indígenas, thường viết tắt là comarca). Tỉnh gồm 9 đơn vị và vùng thổ dân cấp tỉnh gồm 3 đơn vị.
Cấp thứ hai là các hạt, các thị trấn và thành phố. Có hai comarca nằm trong các tỉnh được xem thương đương với corregimiento (đô thị). Mỗi tỉnh sẽ có một thành phố hoặc thị trấn là tỉnh lỵ.
Giữa hai cấp này có một cấp không chính thức, đó là huyện. Một tỉnh có thể gồm vài huyện và một huyện có thể gồm vài hạt. Mặc dù mỗi huyện cũng có một hạt làm trung tâm hành chính, nhưng huyện không có bộ máy chính quyền.
Các tỉnh:
| Tỉnh           | Tỉnh lỵ              |
| -------------- | -------------------- |
| Bocas del Toro | Bocas del Toro       |
| Chiriquí       | David                |
| Coclé          | Penonomé             |
| Colón          | Colón                |
| Darién         | La Palma             |
| Herrera        | Chitré               |
| Los Santos     | Las Tablas           |
| Panamá         | Panamá               |
| Veraguas       | Santiago de Veraguas |

Ba comarca cấp tỉnh:
| Comarca     | Thủ phủ     |
| ----------- | ----------- |
| Emberá      | Union Choco |
| Kuna Yala   | El Porvenir |
| Ngöbe-Buglé | Chichica    |

Hai comarca dưới tỉnh:
| Comarca           | Tỉnh   |
| ----------------- | ------ |
| Kuna de Madugandí | Panamá |
| Kuna de Wargandí  | Darién |